# Nagakura Saburō

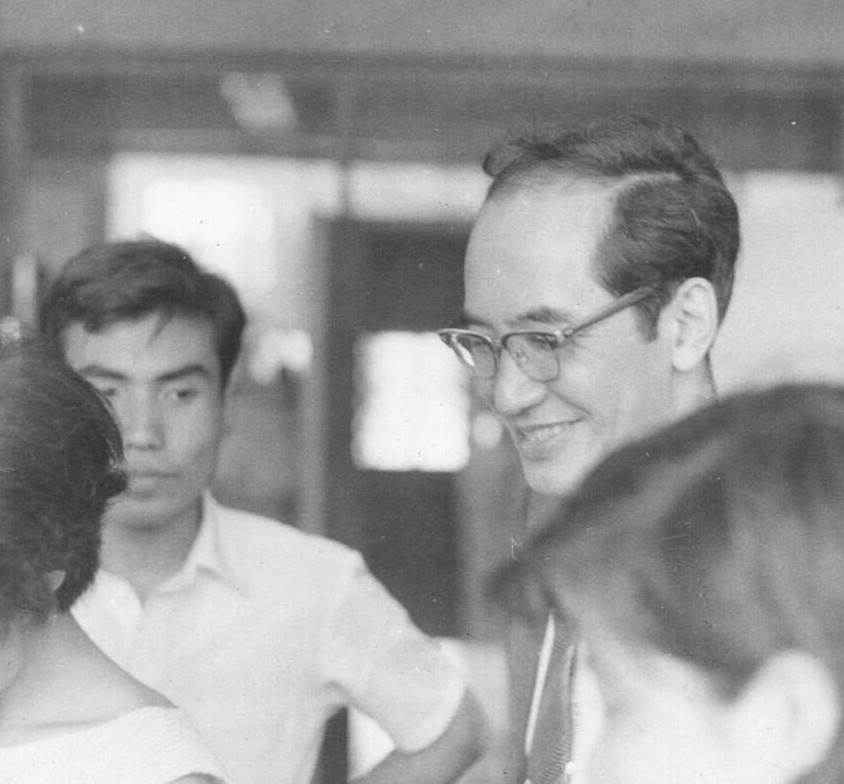
Prof. Saburo Nagakura im Kreise einiger Mitarbeiter am Institute for Solid State Physics (ISSP) 1969

Nagakura Saburō (japanisch 長倉 三郎; geboren 3. Oktober 1920 in Numazu (Präfektur Shizuoka); gestorben 16. April 2020) war ein japanischer Physikochemiker und Wissenschaftsorganisator.

## Leben und Wirken
Nagakura Saburō machte 1943 seinen Studienabschluss im Department für Physik an der Universität Tōkyō. Er wurde Assistenzprofessor und 1959 Professor an seiner Alma Mater. 1961 wurde er leitender Mitarbeiter an der staatlichen Forschungseinrichtung RIKEN. Als er 1981 als „Meiyo Kyōju“ emeritiert wurde, wurde er Direktor des staatlichen „Instituts für Molekularwissenschaft“ (分子科学研究所, Bunshi kagaku kenkyūjo) in Okazaki. In dem Jahr wurde er als erster Japaner Präsident der „International Union of Pure and Applied Chemistry“ (IUPAC). Von 2001 bis 2007 war er Präsident der Akademie der Wissenschaften.
Nagakura beschäftigte sich mit dem elektrischen Verhalten von Molekülen. 1970 erhielt er für seine Arbeit „Forschung zur Elektronentheorie molekularer Verbindungen“ (分子化合物の電子論研究, Bunshi kakōbutsu denshi-ron kenkyū) den Asahi-Preis. 1983 wurde er zum Mitglied der Deutschen Akademie der Naturforscher Leopoldina gewählt. 1985 wurde er als Person mit besonderen kulturellen Verdiensten geehrt und 1990 mit dem Kulturorden ausgezeichnet.